# サマド・ニックハ・バーラミ
サマッド・ニックハ・バーラミ（Samad Nikkhah Bahrami）ことモハンマド・サマド・ニックハ・バーラミ（ペルシア語: محمد صمد نیکخواه بهرامی,英語: Mohammad Samad Nikkhah Bahrami、1983年5月11日 - ）は、イランのプロバスケットボール選手。イラン男子プロバスケットボールリーグISLのサバ・メフル・ガズヴィーンBCに所属している。テヘラン州テヘラン出身。ポジションはスモールフォワード。198cm、110kg。